# Carcinoma della vescica
Con la locuzione carcinoma della vescica si fa riferimento ad una categoria diagnostica che comprende l'insieme delle neoplasie maligne che originano dal tessuto epiteliale (carcinomi) che compone la vescica urinaria.
Nell'accezione comune, il termine carcinoma viene sovente ad essere sostituito con il termine più generico di cancro o tumore in quanto neoplasie di origine diversa (sarcomi, melanomi, linfomi) costituiscono un'entità patologica molto rara per la vescica.

## Epidemiologia
Negli Stati Uniti d'America l'incidenza assoluta si attesta a circa 71.000 nuovi casi ogni anno e il numero di decessi annui di circa 15.000.

## Eziologia
Esistono diversi fattori di rischio:
- Il fumo di tabacco è il fattore più importante per lo sviluppo di carcinoma della vescica.[4][5][6] Circa l'80% di tutti i carcinomi della vescica[7] sono da attribuire al potere cancerogeno dei cataboliti del fumo di tabacco presenti nelle urine.
- Come dimostrato da analisi sierologiche in lavoratori esposti alle arilamine, in particolare la 2-naftilammina, questi composti sono in grado di indurre e promuovere la carcinogenesi nell'epitelio vescicale.[8]
- Esposizione all'arsenico.[9]
- Alcuni studi hanno dimostrato come una precedente radioterapia dei distretti pelvici (neoplasie uterine) preceda di alcuni anni l'insorgenza di carcinomi della vescica.[10]
- Sebbene alcuni autori suggeriscano come l'uso prolungato di FANS possa prevenire la carcinogenesi delle neoplasie vescicali, al pari di quanto avviene per i reni, alcuni studi hanno dimostrato come ancora non ci siano sufficienti dati a proposito.[11][12]
- Alcuni studi dimostrerebbero un modesto legame tra nitrati, nitriti, ammine eterocicliche ed idrocarburi policiclici aromatici ed il cancro alla vescica.[13] In particolare si osserverebbe un aumento del 28-29% di possibilità di sviluppo di un cancro per coloro che assumono un'elevata quantità di nitrati da fonti animali processate.[14]

## Patogenesi
I geni maggiormente coinvolti sono p53, RB e DCC.

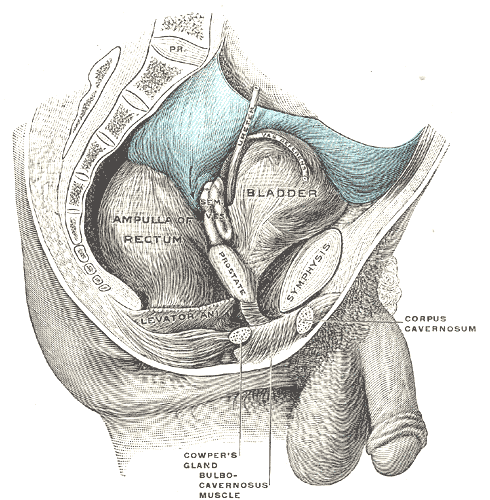
La vescica urinaria è un organo pelvico localizzato posteriormente alla sinfisi pubica.

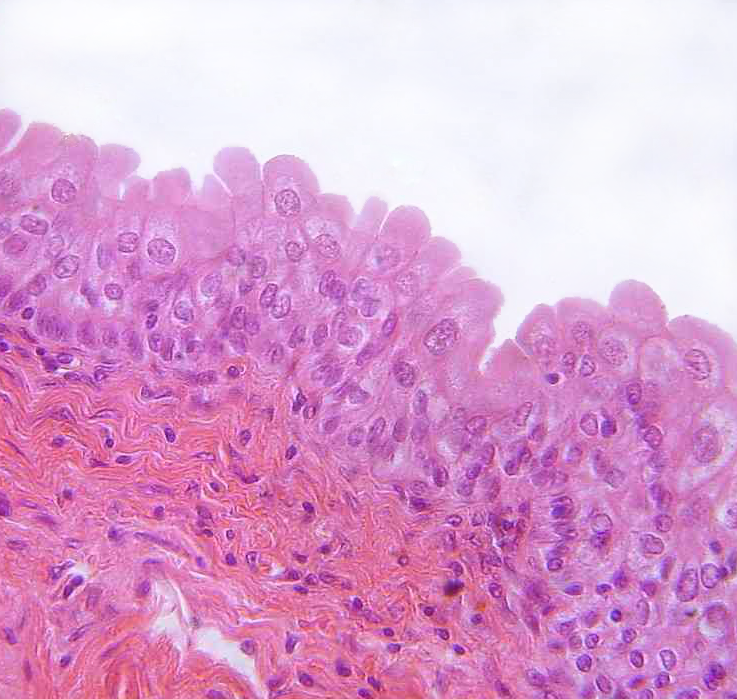
Sezione istologica colorata con ematossilina-eosina che mostra l'epitelio di transizione che compone la tonaca mucosa e i fasci miocellulari che compongono la tonaca muscolare.

## Anatomia
La vescica urinaria è un organo cavo situato nella piccola pelvi, di forma ovoidale e di dimensioni variabili con il grado di distensione. Presenta una base, rivolta posteriormente e verso il basso, un corpo, composto da una faccia superiore, anteriore e due facce laterali e un apice nel quale si inserisce il legamento ombelicale mediano. Contrae rapporti con le anse dell'intestino tenue, con la parete addominale, con la prostata e le vescichette seminali nel maschio, con l'utero e la vagina nella femmina. La parete della vescica ha uno spessore compreso tra i 0,3-0,4 cm (distesa) e i 1,5 cm (vuota) ed è costituita da, dall'interno verso l'esterno, una tonaca mucosa, una tonaca muscolare (separata dalla tonaca mucosa per interposizione della lamina propria), una tonaca avventizia e una tonaca sierosa. La tonaca mucosa è costituita da un epitelio di transizione che si continua, senza modificarsi, con l'epitelio che riveste gli ureteri e il primo tratto dell'uretra. Al di sotto della tonaca mucosa, divisa dalla lamina propria, si estende la tonaca muscolare composta da fasci miocellulari circondati da tessuto connettivo che costituisce il muscolo detrusore della vescica. La tonaca muscolare è circondata da un tessuto connettivo denso che appartiene alla fascia vescicale e che definisce la tonaca avventizia. La tonaca sierosa è costituita dal peritoneo che ricopre l'apice e la superficie supero-laterale del corpo vescicale.

## Anatomia patologica
I carcinomi della vescica vengono divisi in:
- Tumori uroteliali (a cellule transizionali) a crescita:
  - papillare
    - Papilloma esofitico
    - Papilloma invertito
    - Neoplasie papillari uroteliali a basso potenziale di malignità (PUNLMP)
    - Carcinoma non invasivo (basso grado o alto grado)
    - Carcinoma invasivo papillare

  - non-papillare
    - Neoplasia intraepiteliale (basso grado o alto grado)
    - Carcinoma invasivo non papillare
- Carcinoma a cellule squamose
- Carcinoma misto
- Adenocarcinoma
- Carcinoma a piccole cellule

Mentre i carcinomi uroteliali, che costituiscono il 95% di questa casistica, originano dall'epitelio di transizione che costituisce la tonaca mucosa, gli adenocarcinomi, del tutto simili a quelli presenti nel tratto gastrointestinale, originano da residui dell'uraco siti a livello della cupola vescicali e nei tessuti periureterali. Una variante rara ed estremamente maligna dell'adenocarcinoma vescicale è rappresentata dal carcinoma a cellule con castone. Il carcinoma a piccole cellule della vescica (SCCB) del tutto simile al carcinoma polmonare a piccole cellule è estremamente raro (<1%) e connesso con prognosi infausta e sopravvivenza a 5 anni di circa il 16-20%.

## Profilo clinico
La macroematuria (urine a lavatura di carne) è il reperto tipico di carcinoma vescicale esofitico. La presenza di una massa intravescicale può favorire il ristagno di urina con sviluppo di quadri infettivi a livello di vescica e ureteri con conseguente disuria, stranguria, pollachiuria e tenesmo vescicale. L'invasione della giunzione uretero-cistica può esitare verso ostruzione ureterale e provocare intenso dolore ai fianchi. Nel soggetto di età superiore a 50 anni, metodiche ecografiche sovrapubiche attuate per l'indagine di ostruzione urinaria da iperplasia prostatica benigna possono mettere in luce lesioni asintomatiche papillari che protrudono in vescica. L'invasione dei plessi nervosi può provocare intenso dolore o disfunzioni erettili. Fistole enteriche, anali o vaginali sono rare e indice di malattia avanzata. Molto raramente i primi sintomi sono dovuti alle lesioni metastatiche.

## Diagnosi
La presenza di macroematuria, soprattutto in presenza di coaguli, è un indice sensibile di sanguinamento a livello delle vie escretrici. In questo senso, una volta esclusa la cistite benigna e la litiasi urinaria, il carcinoma della vescica deve essere sempre sospettato, soprattutto in soggetti di età superiore a 50 anni, fumatori e di sesso maschile. Deve essere eseguita un'ecografia renale, utile per escludere alterazioni renali e della pelvi, e un esame citologico delle urine. Quest'ultimo esame presenta un'elevata sensibilità e permette di identificare le cellule neoplastiche di sfaldamento; in caso di positività si deve procedere alla cistoscopia, metodica in grado di evidenziare la massa neoplastica e di prelevare campioni bioptici. 

La ecotomografia, la TC e la RMN sono utili per evidenziare il grado di invasione parietale, l'infiltrazione degli organi viciniori e l'eventuale presenza di metastasi linfonodali.
Una scintigrafia ossea risulta invece utile per indagare la presenza di metastasi ossee.
Dal 2022 il carcinoma della vescica può essere diagnosticato mediante la rilevazione della proteina Mcm5 nelle urine. Tale biomarcatore del tumore alla vescica è prodotto esclusivamente dalle cellule cancerogene e ha permesso di identificare il carcinoma della vescica con una precisione del 97% rispetto a quella del 55% di altri metodi diagnostici. Tale tecnica è stata messa a punto presso l'Ospedale di San Carlo in Roma.

## Terapia
Le lesioni papillari sono solitamente trattate con chirurgia transuretrale, solitamente senza chemioterapia intravescicale. Eventuali recidive localizzate devono essere nuovamente trattate con chirurgia transuretrale seguita da instillazione intravescicale del bacillo di Calmette-Guérin o di interferone, mitomicina C, valrubicina e gemcitabina.
La cistectomia radicale con asportazione dei linfonodi pelvici è indicata nei pazienti con lesioni multicentriche o frequenti recidive, mentre rappresenta la terapia di scelta in caso di infiltrazione della tonaca muscolare. Il confezionamento di un serbatoio per l'urina (con sezioni di intestino o neovesciche ortotopiche) segue l'asportazione della vescica. Nei soggetti di sesso maschile si procede inoltre con l'asportazione della porzione prossimale dell'uretra e delle vescichette seminali; analogamente, si procede con l'asportazione di utero ed annessi uterini, uretra e parete anteriore della vagina nei soggetti di sesso femminile. L'irradiazione della pelvi può essere eseguita preoperatoriamente per ridurre la massa neoplastica o nei soggetti con malattia locale infiltrante non resecabile. Nei casi di linfonodali a distanza si deve procedere con schemi chemioterapici che prevedano l'associazione di metotrexato, vinblastina, doxorubicina e cisplatino (M-VAC) o gemcitabina, paclitaxel e cisplatino (GTC) seguiti da asportazione chirurgica della malattia residua. Nei casi di metastasi ematogene (fegato, polmone, ossa) la sopravvivenza mediana raramente supera i 6 mesi.

## Prognosi
La sopravvivenza a 5 anni è in media: dell'85% per il grado Ta, del 70% per il grado T1, del 60% per il grado T2, del 30% per il grado T3, fra lo 0 e il 5% per il grado T4.
Se N+: sopravvive a un anno il 54%, il 20% a 2 anni, il 15% a 5 anni.
Particolarmente grave è la prognosi per i pazienti M+, con metastasi polmonari, epatiche, ossee ed encefaliche.

### Oncologia
- DeVita, Hellman, Lawrence, DeVita, Hellman, and Rosenberg's Cancer: Principles & Practice of Oncology, 8ª ed., Lippincott Williams & Wilkins, 2008, ISBN 978-0-7817-7207-5.
- Gianni Bonadonna, Gioacchino Robustelli Della Cuna, Pinuccia Valgussa, Medicina oncologica, 8ª ed., Milano, Elsevier Masson, 2007, ISBN 978-88-214-2814-2.
- Francesco Pagano, William R. Fair (Eds.), Superficial Bladder Cancer, Oxford (UK), ISIS Medical Media/CRC Press, 1997. ISBN 978-1-8990-6653-7

### Anatomia patologica
- Robbins e Cotran, Le basi patologiche delle malattie, 7ª ed., Torino-Milano, Elsevier Masson, 2008, ISBN 978-88-85675-53-7.
- Mariuzzi, Anatomia patologica e correlazioni anatomo-cliniche, Padova, Piccin, 2006, ISBN 978-88-299-1769-3.
- James O'D. McGee, Peter G. Isaacson, Nicholas A. Wright, Heather M. Dick, Mary P. E. Slack, Oxford Textbook of Pathology, New York, Oxford University Press, USA, 2007, ISBN 978-0-19-261972-3.

### Medicina interna
- Harrison, Principi di Medicina Interna - Il manuale, 16ª ed., New York-Milano, McGraw-Hill, 2006, ISBN 88-386-2459-3.
- Claudio Rugarli, Medicina interna sistematica, 5ª ed., Masson, 2005, ISBN 978-88-214-2792-3.

### Chirurgia
- Dionigi, Basi teoriche e Chirurgia generale - Chirurgia specialistica (4ª edizione), Padova, Elsevier Masson, 2006, ISBN 978-88-299-1654-2.